# Adelino Antônio de Luna Freire
Adelino Antônio de Luna Freire (Olinda, 21 de março de 1829 — ?) foi um político brasileiro.
Foi presidente das províncias do Piauí, de 5 de outubro de 1866 a 5 de novembro de 1867, e de Pernambuco, de 15 de fevereiro a 20 de maio de 1878, de 18 de setembro a 29 de dezembro de 1879, e de 9 de abril a 28 de junho de 1880.
Foi cavaleiro da Imperial Ordem da Rosa e comendador da Ordem de Cristo.